# Bilderbergconferentie 1962
De Bilderbergconferentie van 1962 werd gehouden van 18 t/m 20 mei 1962 in Saltsjöbaden, Zweden. Vermeld zijn de officiële agenda indien bekend, alsmede namen van deelnemers indien bekend. Achter de naam van de opgenomen deelnemers staat de hoofdfunctie die ze op het moment van uitnodiging uitoefenden.

## Agenda
- The political implications for the Atlantic Community of its members' policies in the United Nations: (De politieke gevolgen van de Atlantische Gemeenschap voor het beleid van haar lidstaten in de Verenigde Naties:)
  - Concerning relations with the developing countries. (Betreffende relaties met ontwikkelingslanden)
  - Concerning possible changes in the role and authority of the United Nations. (Betreffende mogelijke veranderingen in de rol en autoriteit van de Verenigde Naties)
- Implications for the Atlantic Community of prospective developments in: (Gevolgen voor de Atlantische Gemeenschap van mogelijke ontwikkelingen in:)
  - The European Common Market; (De Europese Gemeenschappelijke Markt)
  - The Organisation for Economic Cooperation and Development. (De Organisatie voor Economische Samenwerking en Ontwikkeling)

## Deelnemers
- Nederland - Prins Bernhard, prins-gemaal, Nederland, voorzitter
- Nederland - Ernst van der Beugel, Nederlands emeritus hoogleraar Internationale Betrekkingen RU Leiden
- Nederland - Pieter Blaisse, Nederlands hoogleraar internationaal recht, TU Delft
- Nederland - Paul Rijkens, president Unilever

1954 ·
1955 (1) ·
1955 (2) ·
1956 ·
1957 (1) ·
1957 (2) ·
1958 ·
1959 ·
1960 ·
1961 ·
1962 ·
1963 ·
1964 ·
1965 ·
1966 ·
1967 ·
1968 ·
1969 ·
1970 ·
1971 ·
1972 ·
1973 ·
1974 ·
1975 ·
(1976) ·
1977 ·
1978 ·
1979 ·
1980 ·
1981 ·
1982 ·
1983 ·
1984 ·
1985 ·
1986 ·
1987 ·
1988 ·
1989 ·
1990 ·
1991 ·
1992 ·
1993 ·
1994 ·
1995 ·
1996 ·
1997 ·
1998 ·
1999 ·
2000 ·
2001 ·
2002 ·
2003 ·
2004 ·
2005 ·
2006 ·
2007 ·
2008 ·
2009 ·
2010 ·
2011 ·
2012 ·
2013 ·
2014 ·
2015 ·
2016 ·
2017 ·
2018 ·
2019 ·
2020 ·
2021 ·
2022 ·
2023